# Tettigonia koshunensis
Tettigonia koshunensis är en insektsart som beskrevs av Matsumura 1912. Tettigonia koshunensis ingår i släktet Tettigonia och familjen dvärgstritar. Inga underarter finns listade i Catalogue of Life.